# Helen Strudwick
Helen Strudwick est une égyptologue britannique, responsable de la collection d'antiquités égyptiennes du Fitzwilliam Museum.

## Biographie
Helen Strudwick est mariée à Nigel C. Strudwick. Elle travaille au Fitzwilliam Museum de Cambridge.
Elle a rejoint le département des antiquités en 2001 en tant qu'égyptologue, travaillant à la documentation des collections, en tant que responsable de la sensibilisation à l'Égypte antique, puis en tant que conservatrice adjointe.
En 2009, elle est devenue la première responsable des expositions du musée, poste qu'elle a occupé jusqu'à son retour au département des antiquités en 2014.
Depuis 2014, elle dirige un projet visant à étudier, à documenter et à publier des informations sur la collection de cercueils égyptiens du musée.
Helen Strudwick a également été directrice archéologique de la mission de Cambridge qui travaille à Louxor depuis 1984 sur un projet à long terme visant à documenter les tombes privées menacées (vol, tourisme...). Jusqu'à présent, ce projet a permis la documentation des tombes thébaines 99, 253, 254, 294 et 297.

## Publications
- (en) Helen Strudwick, The Encyclopedia of Ancient Egypt, Amber, janvier 2007, 512 p. (ISBN 1904687997).
- (en) Helen Strudwick, Old Kingdom, new perspectives: Egyptian art and archaeology 2750-2150 BC, Oxbow Books, 319 p. (ISBN 9781842176771 et 9781842176757, OCLC 847620441).
- (en) Helen Strudwick, Ancient Egyptian coffins: past, present, future, Oxbow Books, 221 p. (ISBN 9781785709197 et 9781785709210, OCLC 1102593204).
- (en) Helen Strudwick, The tomb of pharaoh's chancellor Senneferi at Thebes (TT99), vol. I : The new kingdom, Oxbow Books (ISBN 9781785703348, OCLC 1030821928).